# Eduardo Noriega (Schauspieler, 1973)

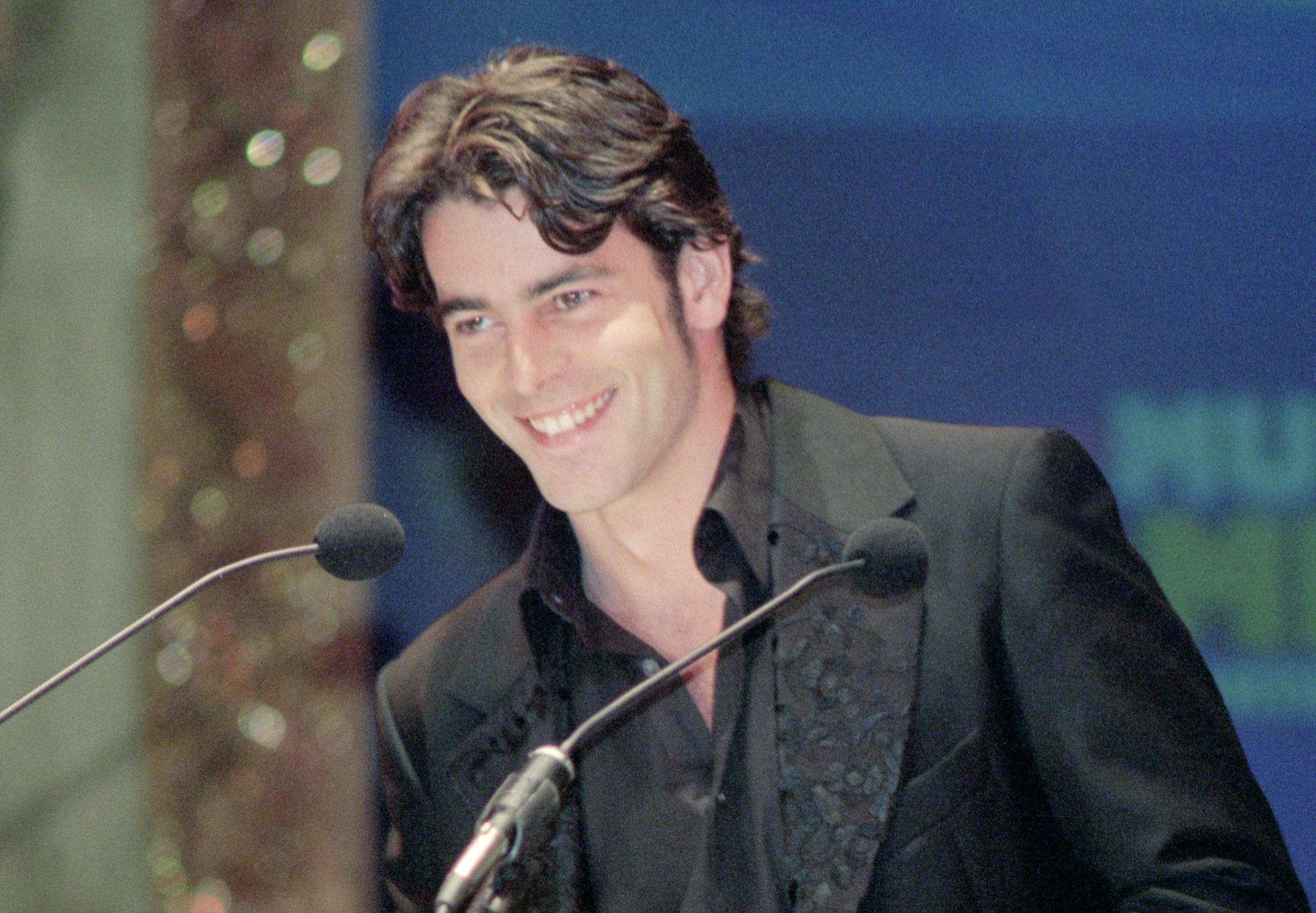
Eduardo Noriega auf dem Internationalen Filmfestival von Guadalajara

Eduardo Noriega Gómez (* 1. August 1973 in Santander, Kantabrien) ist ein spanischer Schauspieler. Einem breiten Publikum wurde er ab Mitte der 1990er Jahre durch seine Zusammenarbeit mit Alejandro Amenábar bekannt, der ihn in mehreren seiner Filme einsetzte. Vorwiegend übernimmt Noriega Rollen in Dramen und Thrillern, wo er komplexen Charakteren ein Gesicht gibt, die auf den Zuschauer sowohl sympathisch, als auch geheimnisvoll und bedrohlich wirken.

## Leben

### Ausbildung und Durchbruch mit „Tesis“
Eduardo Noriega wurde 1973 in Santander in Nordspanien geboren, wo er als jüngster von sieben Brüdern aufwuchs und das Fußballspielen zu seinen Hobbys zählte. Sein Vater stammte ursprünglich aus Puebla, Mexiko, das Noriega auch in seiner Kindheit kennenlernte, in der er für Schauspieler wie Paul Newman, Robert De Niro und Gary Oldman schwärmte. Er besuchte eine katholische Jungenschule, sang fünf Jahre lang im Chor und studierte Solfège, Harmonielehre und Klavier am Konservatorium in seiner Heimatstadt. Seine daraus resultierende saubere Aussprache, verbunden mit seiner höflichen Art, sollte später von dem Filmregisseur Pedro Almodóvar kritisiert werden, der daran zweifelte, dass Noriega je einen Zuhälter spielen könnte. Im Alter von 19 Jahren geriet er durch Zufall an die Schauspielerei, nachdem er einen Freund zu einem Kurs begleitet hatte, in dem man selbst aktiv Szenen nachspielen musste. Er besuchte daraufhin weitere Kurse und schrieb sich begeistert für ein Jahr an einer Schauspielschule ein. Parallel dazu erschien er auf Amateur-Bühnen in Stücken wie Federico García Lorcas Yerma.
1992 zog Noriega nach Madrid und begann ein Schauspielstudium an der Real Escuela Superior de Arte Dramático (RESAD). Dort machte er die Bekanntschaft mit den Nachwuchsregisseuren Alejandro Amenábar und Mateo Gil und wirkte in Kurzfilmen der beiden mit. Erste Anerkennung als Schauspieler brachte ihm 1995 Amenábars Kurzfilm Luna ein, für den er mit dem Darstellerpreis auf dem Madrider Kurzfilmfestival Alcalá de Henares ausgezeichnet wurde. Im selben Jahr folgte Noriegas Spielfilmdebüt mit einer Nebenrolle in Montxo Armendáriz’ preisgekröntem Drama Treffpunkt Kronen-Bar (1995), in dem er an der Seite von Juan Diego Botto und Jordi Mollà agierte. 1996 erhielt er seine erste Hauptrolle in Rafael Moleóns Kriminalfilm Cuestión de suerte, in dem er als junger Geliebter der fast zwanzig Jahre älteren Ana Galiena zu sehen war. Den Durchbruch als Schauspieler ebnete ihm noch im selben Jahr die erneute Zusammenarbeit mit Alejandro Amenábar an dessen erstem Spielfilm Tesis – Der Snuff-Film (1996). In dem unkonventionellen Thriller um eine Madrider Filmstudentin (gespielt von Ana Torrent), die zufällig auf die Spur eines Snuff-Film-Rings gerät, schlüpfte er in die Rolle des attraktiven Kommilitonen Bosco, der unter Mordverdacht gerät. Tesis, der 1997 mit dem wichtigsten spanischen Filmpreis Goya preisgekrönt wurde, machte Noriega einem breiten spanischen Kinopublikum bekannt. Fortan war er in der Öffentlichkeit auf die Rolle des Playboys abonniert.

### Aufstieg zum führenden Hauptdarsteller und internationale Karriere

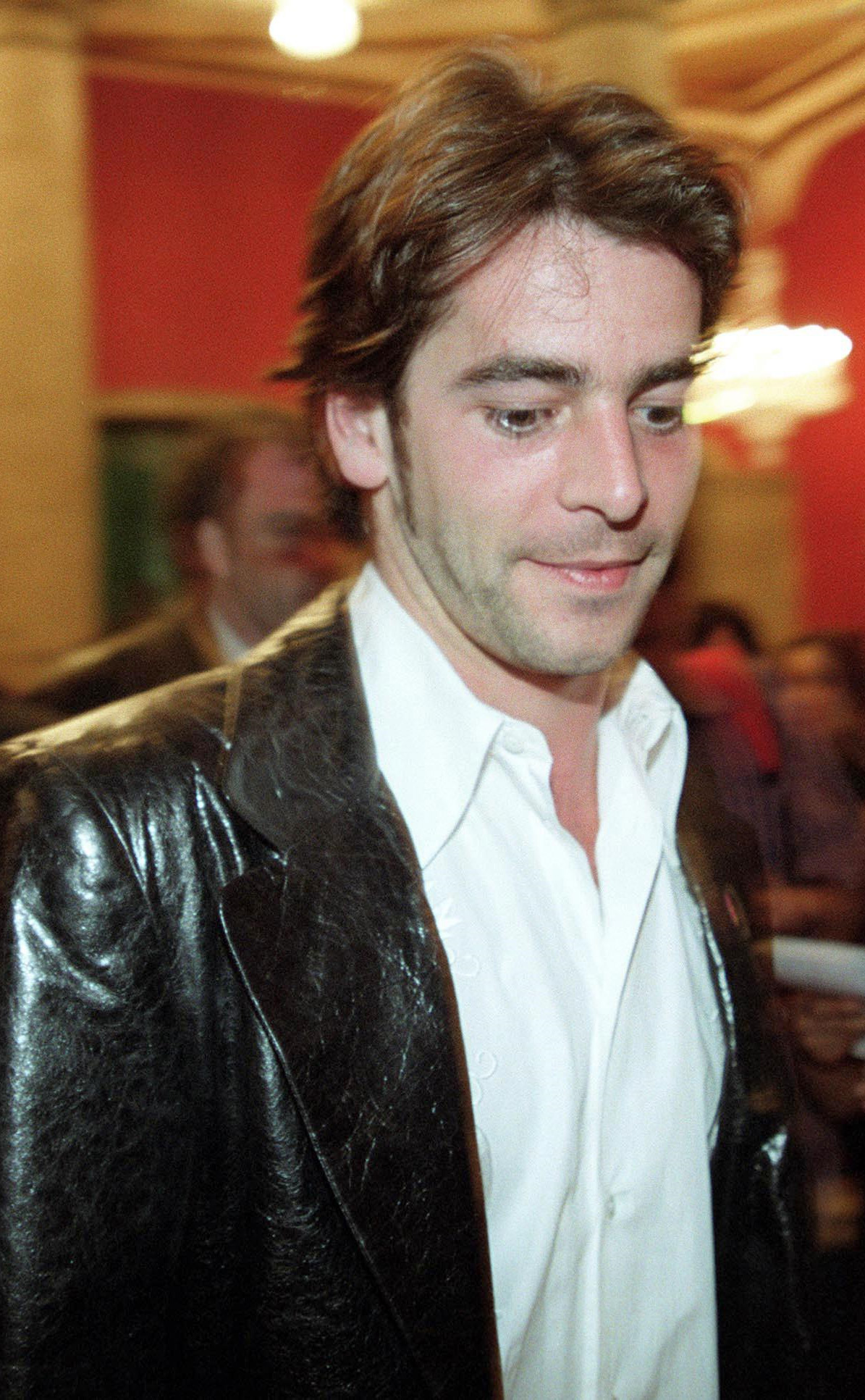
Noriega beim Filmfestival von Guadalajara

Erfolgreich gegen das Image des Schönlings anzukämpfen gelang Noriega 1997 mit der Hauptrolle in Alejandro Amenábars Virtual Nightmare – Open Your Eyes. In dem surrealistischen Thriller spielt er einen jungen Herzensbrecher, dessen Gesicht durch einen Autounfall entstellt wird. Nach einer Gesichtsoperation wird die männliche Hauptfigur aber von Albträumen geplagt, in deren Verlauf er seine Geliebte (gespielt von Penélope Cruz) tötet. Die erneute Zusammenarbeit mit Amenábar, für die sich Noriega täglich bis zu fünf Stunden in die Maske begeben musste, brachte dem spanischen Schauspieler 1999 seine erste Nominierung für den Goya als Bester Hauptdarsteller und den Shooting Star der European Film Promotion ein. Den Part des reichen César übernahm 2002 Tom Cruise in dem Hollywood-Remake Vanilla Sky mit Penélope Cruz, das dem spanischen Original fünf Jahre nach seiner Premiere zu einem Verleih in Deutschland verhalf. In den folgenden Jahren studierte Noriega am berühmten New Yorker The Actors Studio. In seinem Heimatland avancierte er schnell zur Symbolfigur eines jungen spanischen Kinos und hatte den Vorteil, seine Filmrollen frei aussuchen zu können. Allein im Jahr 1999 wurde ihm die Mitwirkung an 14 Filmprojekten angeboten.
Noriega agierte in den folgenden Jahren in so unterschiedlichen Rollen wie als scheuer Bücherwurm in Miguel Santesmases Thriller La fuente amarilla (1999), als introvertierter homosexueller Bankräuber neben Leonardo Sbaraglia in Marcelo Piñeyros Kriminalfilm Burnt Money – Plata quemada (2000) oder als habgieriger Hausmeister und Kindsmörder in Guillermo del Toros Horrorfilm The Devil’s Backbone (2001). Obwohl er in diversen Publikums- und Kritikererfolgen zu sehen war, widersprach Noriega in einem Interview mit der französischen Nachrichtenagentur Agence France-Presse, einen festen Platz unter den Kinodarstellern in Spanien sicher zu haben. Er führte seine erfolgreiche Karriere auf Glück zurück. „Ich selbst habe dieselben Unsicherheiten, meine gleichen Ängste ... Es gibt nur wenige große Schauspieler, und ich strebe danach, einer zu werden“, so Noriega. 2001 erhielt Noriega gemeinsam mit der Französin Audrey Tautou (Die fabelhafte Welt der Amélie) die erstmals auf den Filmfestspielen von Cannes vergebene Trophée Chopard. Ein Jahr später öffnete sich ihm mit Jean-Pierre Limosins französischen Romantikfilm Novo (2002), in dem er einen unter Demenz leidenden Büroangestellten spielt, die Tür zum französischen Filmmarkt. Mit Marc Rechas Komödie Les mains vides (2003) oder Serge Frydmans Drama Mon ange an der Seite von Vanessa Paradis folgten weitere Angebote aus dem Nachbarland. Großes Lob seitens der Kritiker erhielt Noriega 2005 für die Rolle eines baskischen Gerüstbauers, der sich nach einer drohenden Mordanklage überreden lässt, als Maulwurf die baskische Separatisten-Organisation ETA zu unterwandern. Der in Spanien vieldiskutierte Thriller El Lobo – Der Wolf, der zur Zeit der franquistischen Diktatur in den 1970er Jahren spielt und auf dem wahren Fall des Mikel Lejarza basiert, brachte Noriega 2005 seine zweite Nominierung für den Goya ein. Diesen musste er aber seinem Landsmann Javier Bardem überlassen, der für Alejandro Amenábars Oscar-prämierten Film Das Meer in mir triumphierte.
Seit der Titelrolle des kubanischen Revolutionsführers in Josh Evans’ amerikanischer Spielfilmproduktion Che Guevara (2005) wandte sich der Spanier, der unter anderem Lesen und Sport zu seinen Hobbys zählt, vermehrt dem internationalen Kino zu. 2006 war er in Agustín Díaz Yanes’ Großproduktion Alatriste der Filmpartner von Viggo Mortensen, während Noriega 2008 in Pete Travis’ 8 Blickwinkel einen aufs Kreuz gelegten spanischen Undercover-Polizisten spielte, der vergeblich versucht, ein Attentat auf den US-Präsidenten zu verhindern. In dem amerikanischen Thriller war er an der Seite von Dennis Quaid, Matthew Fox und Forest Whitaker zu sehen. Anfang Dezember 2008 folgte der Kinostart von Brad Andersons Thriller Transsiberian in dem er neben Emily Mortimer und Woody Harrelson einen Sprachenlehrer gibt, der sich im Verlauf einer Reise mit der transsibirischen Eisenbahn aber als von der Polizei verfolgter Drogendealer entpuppt. 2009 folgte eine erneute Zusammenarbeit mit Marc Recha an dem Drama Petit indi, ein Jahr später die männliche Hauptrolle in dem psychologischen Thriller El mal ajeno, der von Alejandro Amenábar produziert wurde. 2011 übernahm Noriega neben Sam Shepard und Stephen Rea eine der Hauptrollen in dem spanischen Western Blackthorn, bei dem Mateo Gil Regie führte.
2011 heiratete Eduardo Noriega in Madrid seine langjährige Lebensgefährtin Trinidad Oteros. Von der Tageszeitung El País aufgrund seiner Wandlungsfähigkeit mit dem US-amerikanischen Schauspieler Edward Norton verglichen, erschien er im selben Jahr nach 15 Jahren Fernsehabstinenz in der spanischen Krimiserie Homicidios. In dieser übernahm er die männliche Hauptrolle des sarkastischen Kriminalpsychologen Tomás Sóller, der sich gemeinsam mit einer Kriminalkommissarin (gespielt von Celia Freijeiro) auf die Jagd nach einem Serienmörder macht. Für seine Leistung erhielt er 2012 den Premio Zapping als bester Fernsehdarsteller.
2018 wurde er in die Academy of Motion Picture Arts and Sciences berufen, die jährlich die Oscars vergibt.

## Filmografie (Auswahl)
- 1993: En casa de Diego (Kurzfilm)
- 1995: Luna (Kurzfilm)

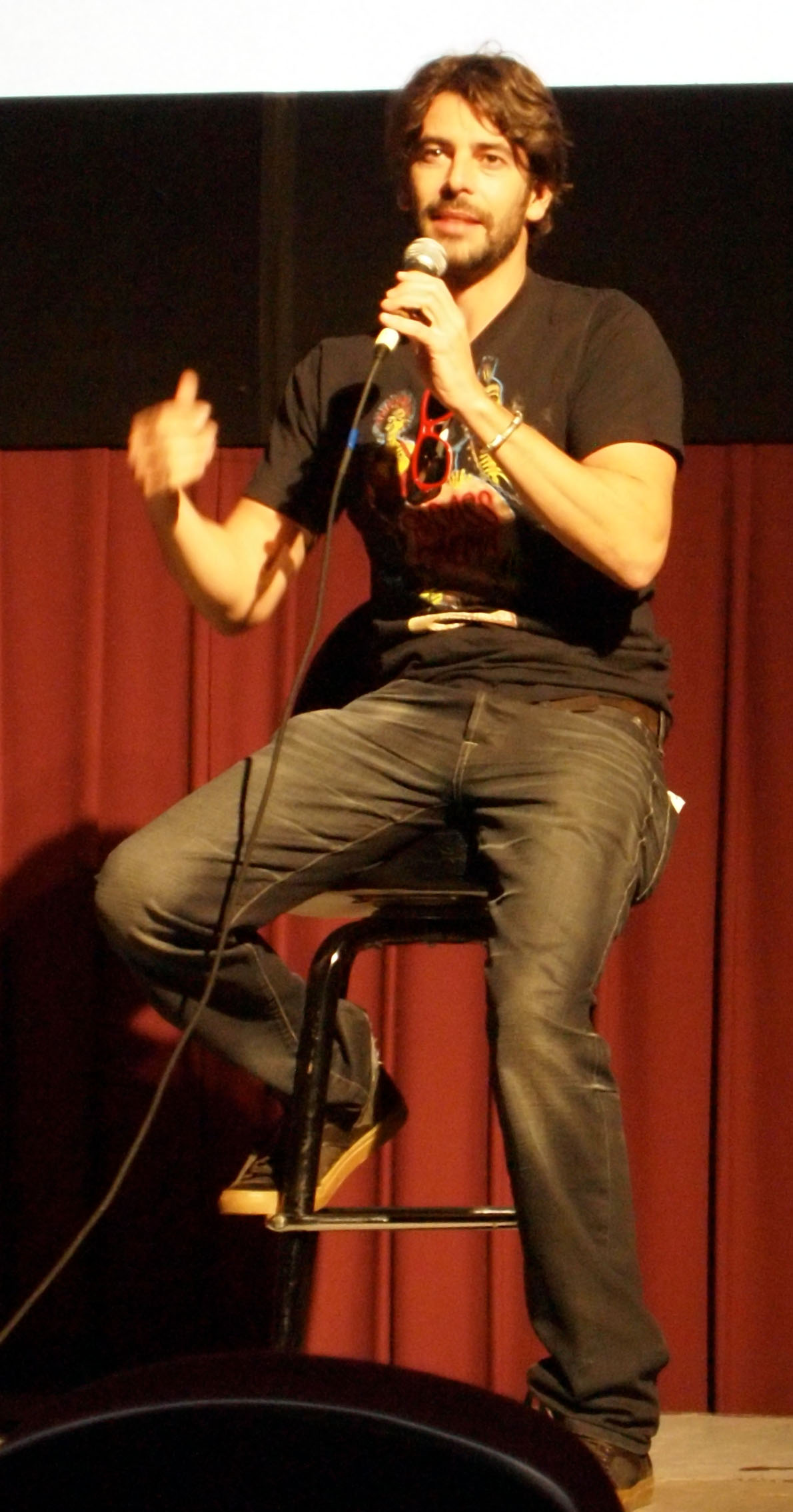
Noriega bei der Präsentation seines Films Agnosia (2010)

- 1995: Treffpunkt Kronen-Bar (Historias del Kronen)
- 1996: Cuestión de suerte
- 1996: Tesis – Der Snuff-Film (Tesis)
- 1996: Más allá del jardín
- 1997: Virtual Nightmare – Open Your Eyes (Abre los ojos)
- 1998: Allanamiento de morada
- 1998: Cha-cha-chá
- 1999: La fuente amarilla
- 1999: Bruderschaft des Todes (Nadie conoce a nadie)
- 2000: Carretera y manta
- 2000: El invierno de las anjanas
- 2000: Burnt Money – Plata quemada (Plata quemada)
- 2001: The Devil’s Backbone (El espinazo del diablo)
- 2001: Visionarios
- 2002: Guerreros
- 2002: Novo
- 2003: Mit leeren Händen (Les Mains vides)
- 2004: El Lobo – Der Wolf (El lobo)
- 2005: Die Methode – El Método (El método)
- 2006: Alatriste
- 2007: Canciones de amor en Lolita’s Club
- 2008: 8 Blickwinkel (Vantage Point)
- 2008: Transsiberian
- 2009: Petit indi
- 2010: El mal ajeno
- 2010: Gigola
- 2010: Agnosia
- 2011: Blackthorn
- 2011: Homicidios (Fernsehserie)
- 2012: Ein Freitag in Barcelona (Una pistola en cada mano)
- 2013: The Last Stand
- 2014: Die Schöne und das Biest (La Belle Et La Bête)
- 2016: Verlieb dich nicht in mich (Nuestros amantes)[15]
- 2019: Das Rätsel (Les Traducteurs)
- 2020: Das Zeichen des Teufels (La marca del demonio)
- 2023: Everything is Fine (Tout va bien, Fernsehserie)
- 2023: In the Fire

## Auszeichnungen

### Goya
- 1999: nominiert als Bester Hauptdarsteller für Virtual Nightmare – Open Your Eyes
- 2005: nominiert als Bester Hauptdarsteller für El Lobo – Der Wolf

### Weitere
Alcalá de Henares Short Film Festival
- 1995: Caja de Madrid-Preis als Bester Darsteller für Luna

Internationale Filmfestspiele Berlin
- 1999: Shooting Star für Virtual Nightmare – Open Your Eyes

Internationale Filmfestspiele von Cannes
- 2001: Trophée Chopard

Fotogramas de Plata
- 1999: nominiert als Bester Filmdarsteller für Cha-cha-chá
- 2001: nominiert als Bester Filmdarsteller für Burnt Money – Plata quemada
- 2002: nominiert als Bester Filmdarsteller für The Devil’s Backbone
- 2005: nominiert als Bester Filmdarsteller für El Lobo – Der Wolf

Premis Barcelona de Cinema
- 2005: nominiert als Bester Darsteller für El Lobo – Der Wolf

Premios Unión de Actores
- 2009: nominiert als Bester Nebendarsteller für Transsiberian

Premio Zapping
- 2012: Bester Fernsehdarsteller für Homicidios